# 大豔眼蝶
大豔眼蝶（學名：Callerebia suroia），是屬於蛺蝶科眼蝶亞科的一種蝴蝶，是豔眼蝶屬的一種。分佈於東南亞，模式產地為印度曼尼普爾。

## 分佈
分布於中國四川、雲南、浙江，越南，緬甸和印度。

## 外型
翅膀黑褐色。前翅頂角有一個黑色大眼斑，內有兩個白色瞳點，眼斑外圍有橙黃色環紋。後翅㬾角有一個小眼斑，翅底有一條明顯的灰白色寬帶，並有一對深褐色內外橫線。

## 習性
生活於海拔800至1000米的林區和山地。常在林間近地面飛舞，喜歡吸食糞便。

## 腳註
1. ↑  Tytler, 1914 Notes on some new and interesting butterflies from Manipur and the Naga Hills. Part 1-3 J. Bombay nat. Hist. Soc. 23 (2): 218, 23 (3) pl. 1, f. 2
2. ↑  許家珠、魏煥志、賴平芳. . 中國: 陝西科學技術出版社. 2010年6月. ISBN 9787536947801 （中文（简体））.

## 外部連結
- 维基共享资源上的相關多媒體資源：大豔眼蝶
- Callerebia suroia （页面存档备份，存于） - funet.fi
- Callerebia suroia （页面存档备份，存于） - A Check List of Butterflies in Indo-China （英文）